# 新革路20号院
新革路20号院，是位于北京市东城区新革路20号的四合院，北京市文物保护单位。

## 简介
新革路20号院位于崇文门外大街迤西的东兴隆街内（祈年大街建成后已变为西兴隆街内）。建于中华民国初年。院内南、北正房各三间，两侧各附有耳房一间，东、西厢房各三间，都是硬山合瓦顶，前出廊。正房和厢房之间有回廊，屋檐椽头镶嵌珐琅图案饰件，窗框有元宝装饰。该建筑保存较完整，是北京地区典型且富有价值的四合院。曾为国务院机关事务局职工宿舍。1984年以“崇文区新开路二十号四合院”之名定为北京市文物保护单位。